# Barjanska robida
Barjanska robida (znanstveno ime Rubus chamaemorus) je grmovnica iz roda Rubus in iz družine rožnic (Rosaceae) z birnimi plodovi, ki raste predvsem v alpski in arktični tundri, ter tajgi. 